# 小見川千明
小見川 千明（おみがわ ちあき、1989年11月11日 - ）は、日本の女性声優、舞台女優、音響演出。神奈川県出身。フリー、現在、クロコダイルに所属。

## 経歴
4歳の頃、祖母が劇団に応募して、オーディションを受けていたところ合格し、舞台活動を開始、10歳で退団した後は、自らオーディションを受け舞台活動を続け、2006年にヒラタオフィスに所属。
日本芸術高等学園卒業。
2008年にテレビアニメ『ソウルイーター』の主人公「マカ＝アルバーン」役で声優デビューする。
2016年12月31日、所属していたヒラタオフィスを離れてフリーで活動することを発表。2017年8月16日よりクロコダイルに所属。
2025年2月28日をもってクロコダイルを退所。
後、業務提携という形で、クロコダイルに再所属。

## 人物
特技は少林寺拳法（アクション）、人の背中で腹筋をすること。趣味は読書、詩を書く事、ダンス（ジャズダンス、クラシックバレエ）、歌唱（音域：下のソ〜1オクターブ上のシ）。習い事として、バレエ、ジャズダンス、ヒップホップダンスなどをやっていた。好きな作家に宮沢賢治を挙げている。
地声は高いが、声優デビュー当初から低い声での演技の方が多いため、声のギャップに驚かれ、初めて会った人に自己紹介をする時など、地声とのギャップのためにそれらのキャラクターを演じている人だと信じてもらえない事も多い。ラジオに出演した際、低い声のマカを演じる小見川の地声があまりにも可愛らしい事に驚いたリスナーから、次々と驚きの声がメールで寄せられた。
引退した大前茜の役を引き継いでいる。
『花咲くいろは』公式サイトのインタビューによると数々のアルバイトをしていた。その内容もファストフード店、コンビニ、居酒屋、デパ地下の販売員、劇場アナウンスなど多岐に渡る。

### 天然キャラクター
「スターチャイルドフェスティバル2009・Spring」における『夏のあらし!』と『アスラクライン』の合同イベントのクイズコーナーで、「最終兵器」と称されるほどの珍回答を連発した。内山昂輝は小見川と初めて会った時、天然なキャラを「作っている」ように見えて「苦手なタイプかな」と思ったが、実はそれが自然体だったと語っている。

### 交友関係
憧れの声優は、桑島法子と坂本真綾。桑島に関しては、朗読夜で自身も好きな宮沢賢治の朗読をライフワークにしていることに由来し、桑島が朗読しているプラネタリウムの『銀河鉄道の夜』を観た小見川は感動のあまり号泣し、DVD-BOXを買っている。
『夏のあらし!』や『荒川アンダー ザ ブリッジ』などで共演している杉田智和には、現場で元ネタのある台詞を教えてもらったりするなど、親しく会話できる関係である。

## 出演
太字はメインキャラクター。

### テレビアニメ
2008年
- ソウルイーター（2008年 - 2009年、マカ＝アルバーン）

2009年
- 夏のあらし!（上賀茂潤） - 2シリーズ

2010年
- 荒川アンダー ザ ブリッジ（P子） - 2シリーズ
- 侵略!イカ娘（後輩C）
- 生徒会役員共（2010年 - 2014年、三葉ムツミ） - 2シリーズ
- それでも町は廻っている（嵐山歩鳥）
- ひだまりスケッチ シリーズ（2010年 - 2012年、なずな） - 2シリーズ + 特別編2本
- まじっく快斗（生徒）

2011年
- だぶるじぇい（佐々マリア）
- 花咲くいろは（鶴来民子）
- まりあ†ほりっく あらいぶ（八巻小町）
- ラストエグザイル-銀翼のファム-（マグノーリヤ）

2012年
- エウレカセブンAO（エレナ・ピープルズ）
- モーレツ宇宙海賊（遠藤マミ、フローラ・チャピー）

2014年
- ガールフレンド（仮）（石田いすき）
- 咲-Saki- 全国編（メガン・ダヴァン）
- ソウルイーターノット!（マカ＝アルバーン）

2015年
- ゴッドイーター（楠リッカ）
- 聖剣使いの禁呪詠唱（アンジェラ・ジョンソン）
- 長門有希ちゃんの消失（森園生）

2016年
- ハルチカ〜ハルタとチカは青春する〜（朝比奈香恵）
- ラクエンロジック（ヴァルキリー）
- 文豪ストレイドッグス（2016年 - 2019年、谷崎ナオミ） - 3シリーズ
- モブサイコ100（2016年 - 2019年、「爪」幹部無飼） - 2シリーズ

2017年
- けものフレンズ（パンサーカメレオン）
- UQ HOLDER! 〜魔法先生ネギま!2〜（椎名桜子）

2018年
- 剣王朝（商のお嬢様）
- gdメン gdgd men's party（道端ラム）
- 邪神ちゃんドロップキック（2018年 - 2023年、ミノス、魔獣5） - 4シリーズ + 特別編
- ちおちゃんの通学路（野々村真奈菜）
- マンガで分かる!Fate/Grand Order（ポール・バニヤン）

2019年
- 雨色ココア sideG（イクミ）
- B-PROJECT〜絶頂*エモーション〜（遙日〈幼少期〉）
- 八月のシンデレラナイン（薙刀部の生徒2、直江太結）
- 炎炎ノ消防隊（2019年 - 2025年、プスプス&メラメラ） - 3シリーズ

2020年
- 理系が恋に落ちたので証明してみた。（2020年 - 2022年、藍香、雛森蓮） - 2シリーズ

2021年
- 文豪ストレイドッグス わん!（谷崎ナオミ）
- 恋と呼ぶには気持ち悪い（小竹）
- さよなら私のクラマー（水橋）
- 精霊幻想記（ルリ）

2022年
- BIRDIE WING -Golf Girls' Story-（アンリ）
- よふかしのうた（2022年 - 2025年、ショート） - 2シリーズ

2023年
- コタローは1人暮らし（主婦）

2024年
- Re:Monster（ゴブ浮→グル浮→グル腐）
- 神之塔 -Tower of God- 王子の帰還（レフェリスタ・ザハード）
- 真夜中ぱんチ（大江戸寂しガール）

2025年
- 最強の王様、二度目の人生は何をする?（ジャスミン・フレームスワース、プリシラ・グレイダー）

### 劇場アニメ
2011年
- トワノクオン（ミウ）
- 劇場版 魔法先生ネギま! ANIME FINAL（椎名桜子）

2013年
- 劇場版 花咲くいろは HOME SWEET HOME（鶴来民子）

2014年
- モーレツ宇宙海賊 ABYSS OF HYPERSPACE -亜空の深淵-（遠藤マミ）

2016年
- ラストエグザイル-銀翼のファム- Over The Wishes（マグノーリヤ）

2017年
- 劇場版 生徒会役員共（2017年 - 2021年、三葉ムツミ） - 2作品

2018年
- 文豪ストレイドッグス DEAD APPLE（谷崎ナオミ）

2019年
- キミだけにモテたいんだ。
- コルボッコロ（美琴）

### OVA
- 生徒会役員共（2011年 - 、三葉ムツミ） - コミックスDVD付き5 - 9・13巻限定版、『生徒会役員共OVA』、『帰ってきたOVA』[46]
- エウレカセブンAO -ユングフラウの花々たち-（2012年、エレナ・ピープルズ）
- グリザイア:ファントムトリガー THE ANIMATION スターゲイザー（2020年、ベルベット[47][48]）

### Webアニメ
- エウレカセブンAO「ロード・ドント・スロー・ミー・ダウン」（2017年、エレナ[49]）
- モダンラブ・東京〜さまざまな愛の形〜「彼が奏でるふたりの調べ」（2022年、望月サラ[50]）

### ゲーム
2008年
- ソウルイーターシリーズ（2008年 - 2009年、マカ＝アルバーン） - 3作品

2011年
- サイキック少女大戦！（雨崎ナツ）
- DIVINA×花咲くいろは（鶴来民子）
- 嫁コレ（鶴来民子）

2012年
- EUREKA SEVEN AO ATTACK THE LEGEND（エレナ・ピープルズ）
- 極限脱出ADV 善人シボウデス（ファイ）

2013年
- ガールフレンド（仮）（石田いすき、なずな）
- 超速変形ジャイロゼッター アルバロスの翼（せな）
- ゴッドイーター2（楠リッカ）

2014年
- アンジュ・ヴィエルジュ（新田由美、ハーヴェス）
- 御城プロジェクト（岩櫃城、福山城）
- 神撃のバハムート（マテルネ）
- ソウルイーター×ソウルイーターノット！ 〜殺伐？ウキウキ？カードバトル！〜（マカ＝アルバーン）

2015年
- ゴッドイーター リザレクション（楠リッカ）
- ゴッドイーター2 レイジバースト（楠リッカ）
- 白猫プロジェクト（ルーシー・マーレボルジェ）
- 果つることなき未来ヨリ（蒔野勝子）
- ヴァリアントナイツ（キララ＝ファイア）
- ペルソナ4 ダンシング・オールナイト（右島すもも）
- ミリ姫大戦（ヴェンク、マルティン）
- 無限のジグラット（シシィ〈エリザベート〉）
- レーシング娘。（挙母芹香）
- LORD of VERMILION ARENA（ジェニー）

2016年
- 蒼き雷霆 ガンヴォルト爪（シャオウー）
- 御城プロジェクト:RE 〜CASTLE DEFENSE〜（岩櫃城、福山城）
- ZERO ESCAPE 刻のジレンマ（ファイ）
- DRIFT GIRLS（鈴井桃花）
- レコラヴ Blue Ocean / Gold Beach（五十鈴心美）

2017年
- 戦場のツインテール（リリアンナ、グィネヴィア）
- ららマジ（七瀬沙希）
- スクールスタードリーム 〜カミオシ！〜（五十嵐夏月）
- オルタンシア・サーガ -蒼の騎士団-（リリアン）
- 八月のシンデレラナイン（直江太結）
- サウザンドメモリーズ（艶宵の暗銃士ベリア）
- グリザイア:ファントムトリガー Vol.3（ベルベット）
- Fate/Grand Order（2017年 - 2023年、ポール・バニヤン / スーパーバニヤン） - 2作品
- 逆転オセロニア（アフロディテ）
- 天華百剣 -斬-（笹貫）
- V!勇者のくせになまいきだR（勇者）
- デスティニーチャイルド（ボタン）
- きららファンタジア（なずな）
- メギド72（2017年 - 2023年、キマリス、ザガン）

2018年
- 暁のブレイカーズ（鐘ヶ江季里）
- Q&Qアンサーズ（ミノス）
- モン娘☆は〜れむ（ミノス）
- 相剋のエルシオン（ラクシュ）

2019年
- 東京コンセプション（獏レム）
- 文豪ストレイドッグス 迷ヰ犬怪奇譚（谷崎ナオミ）
- ソフィアコネクタ（大天使シャロル）
- メイプルストーリー2（ヘビーガンナー）
- グラフィティスマッシュ（アイギス）

2020年
- 妄想ブロークン（茶歌）
- 邪神ちゃんドロップキック 〜神保町放置⼤作戦〜（ミノス）
- ドールズフロントライン（2020年 - 2021年、HK33、C-93、ミノス）
- 野生少女（ベアトリス）
- メリーガーランド（ハナ、イコロ、プレポ）
- ファイナルギア -重装戦姫-（アイタ）
- 姫麻雀（鳴瀬光）

2021年
- 邪神ちゃんドロップキックねばねばウォーズ（ミノス）
- DCスーパーヒーローガールズ ティーンパワー（ハーレイ・クイン / 	ハーリーン・クインゼル）
- 放置少女（九鬼嘉隆)
- リバース - 神々への討伐 -（シャロル）
- 少女廻戦 時空恋姫の万華境界へ（許褚）
- 英雄伝説 黎の軌跡（運び屋エルメス、パーソナリティ〈夜〉）
- フェアリースフィア（パンダ、キウイ）
- キングスレイド（バランセ）
- 鬼斬HEROES（茨木童子）

2022年
- 英雄伝説 黎の軌跡II -CRIMSON SiN-（運び屋エルメス）
- 鬼斬（弐代目・茨木童子）

2023年
- タワーオブスカイ（タクティー）
- アンジュ・リリンク（新田由美）
- 東方LostWord

2024年
- モンスターストライク（2024年 - 2025年、足利成氏、花丸寿利）
- 英雄伝説 界の軌跡 -Farewell, O Zemuria-（エミリア少佐）
- エンバーストーリア（カーバイン）

2025年
- 炎炎ノ消防隊 炎舞ノ章（マカ＝アルバーン）
- みんなのGOLF WORLD（リン）

### ドラマCD
2008年
- アニメディア 7月号全サドラマCD（マカ＝アルバーン）

2009年
- ソウルイーター スペシャルドラマCD Vol.2・3（マカ＝アルバーン）

2011年
- 荒川アンダー ザ ブリッジ×2 Blu-ray&DVD初回限定生産版撮りおろしCDドラマ vol.1 - 5（P子）
- 子ひつじは迷わない 走るひつじが1ぴき・前編 / 後編（佐々原三月）
- ソウルイーター プレミアムドラマCD お色気魔法にご用心（マカ＝アルバーン）
- それでも町は廻っている OURS オリジナルドラマCD（嵐山歩鳥）
- トワノクオンBlu-ray&DVD初回限定版特典ドラマCD 第一章・第三章・第四章（ミウ）
- 花咲くいろはドラマCD after days（鶴来民子）

2012年
- アリアンロッド・サガ ファンブック Kind of Magic ボイスドラマ『裏目軍師は伊達じゃない』（スリス・ロイドス）
- モーレツ宇宙海賊Vol.1 初回限定版特典 オーディオドラマ『教えて、ミーサ先生』（遠藤マミ）
- モーレツ宇宙海賊 スペシャルオーディオドラマCD『海賊怪談』（遠藤マミ）

2013年
- マンガで分かる心療内科（官越ひめる）

2014年
- 生徒会役員共（2014年 - 2017年、三葉ムツミ） - 生徒会役員共＊ Blu-ray BOX特典CD

2015年
- アニメ「文豪ストレイドッグス」オリジナルドラマCD やや非凡なる日々（谷崎ナオミ）

2016年
- 聖剣使いの禁呪詠唱（アンジェラ・ジョンソン）※第15巻ドラマCD付き限定特装版

2023年
- ドラマCD ジーンのいじわる（深沢充穂）

### デジタルコミック
- ミノスのビーフ100％（2020年、ミノス、女子高生A）
- でこぼこ魔女の親子事情（2020年 - 2021年、ビオラ[124][125]）
- ルリドラゴン（2021年 - 2022年、青木ルリ[126][127]）
- 異世界征服記（2022年、ファナシア[128]）
- パーティ追放されたので猫耳娘とスローライフします。（2023年、シュー[129]）
- メンタル強め美女白川さん（2023年[130]）

### パチンコ・パチスロ
- フィーバー モーレツ宇宙海賊（2014年、遠藤マミ[131]）
- パチスロ ゴッドイーター（2015年、楠リッカ）
- CR熱響!乙女フェスティバル ファン大感謝祭LIVE（2015年、睦月鈴音）
- CR魔法先生ネギま!（2017年、椎名桜子[132]）

### ラジオドラマ
- ラジオドラマクリオネの灯り（2017年、ユカ[133]）
- ジュグラーの波〜なぜ衛藤美彩はラジオで数字を学ぶのか?〜（2018年 - 、TOKYO FM）- 番組内ショートドラマにレギュラー出演[134]
- 小見川千明のお気楽文学サロン（2018年 - 、note[135]）

### 吹き替え

#### 映画
2018年
- アポストル 復讐の掟（フィオン） - Netflix版
- エクスティンクション 地球奪還（ハーマン） - Netflix版

2019年
- ホテル・エルロワイヤル（ローズ〈ケイリー・スピーニー〉）
- ドント・スリープ-蘇る悪夢-（ジョウ）
- アフター（トリスタン〈ピア・ミア〉） - Netflix版

2020年
- ソウル・コンタクト（ラリッサ〈アレクサンドラ・ボルティチ〉）
- サウンドトラック - Netflix版
- カラー・アウト・オブ・スペース -遭遇-（ラヴィニア〈マデリン・アーサー〉）
- スケアクロウ（デヴォン)
- モンスター・パーティ（ロクサーヌ）
- レジェンド・オブ・ヒドゥンタウン 隠市奇聞録（バイ・リン〈チャン・チン〉）

2021年
- モンスター・ハント 王の末裔（小嵐 / ショウラン〈バイ・バイホー 〉)
- アンコントロール（ロニング役、他)

2022年
- パルフュメア -禁断の調香-（レックス） - Netflix版
- ヴィラで始まる恋 - Netflix版
- スクールフォーグッドアンドイービル（キコ） - Netflix版

2023年
- トゥルー・スピリット (ジェシカ・ワトソン〈ティーガン・クロフト〉) - Netflix版

2024年
- カラーパープル

#### ドラマ
2019年
- FはFamilyのF シーズン3 - 4（2019年 - 2020年、アンソニー、アリス他） - 2シリーズ
- The 100/ハンドレッド シーズン6 - Netflix版
- キャッスルロック
- Titans/タイタンズ（レイチェル・ロス / レイブン〈ティーガン・クロフト〉） - Netflix版

2020年
- 超電メカX4 シーズン2（ベラシティ）
- NYガールズ・ダイアリー 大胆不敵な私たち シーズン4（マーラ)
- めちゃくちゃ恋するハンターズ - Netflix版

2022年
- 上陽賦〜運命の王妃〜（蘇錦児）
- See 〜暗闇の世界〜 シーズン3
- NCIS:ハワイ（メラニー・ドーズ）
- プリティ・リトル・ライアーズ ORIGINAL SIN（若い頃のエロディー）

#### アニメ
- チップとポテト シーズン 1 - 2（2019年 - 2020年、スタンプ、ミニム先生） - 2シリーズ - Netflix版
- スノーホワイト-白雪姫とハナの大冒険-（2019年、ハナ）
- DCスーパーヒーロー・ガールズ（2020年、ハーレイ・クイン/ハーリーン） - Netflix版
- ボス・ベイビー: ビジネスは赤ちゃんにおまかせ!シリーズ（2020年 - 2022年、べットン母 他） - 3作品 - Netflix版
- ストレンジ・ワールド/もうひとつの世界（2022年[152]）
- 古の王子と3つの花（2023年、ナサルサ／バラのプリンセス[153]）
- つよいぞ！のりものモンスター（2024年、ギリー[154]）
- ワンダラ（2025年、ダウォースー[155]）

### テレビ番組
- アニメマシテ（テレビ東京、2016年）
- ひるキュン!（TOKYO MX、2017年 - 2018年） - お天気コーナー・水曜レギュラー
- 5時に夢中！（TOKYO MX、2023年 -　） - イントロ朗読ドン！コーナー

### ラジオ
※はインターネット配信。
- SOULEATER RADIO 死武専共鳴放送局 マカside（2008年 - 2009年、アニメイトTV※）
  - SOULEATER RADIO 死武専共鳴放送局 ノーside（2009年、アニメイトTV※）
- 方舟休憩室（2009年、StarChild夏のあらし!公式サイト※・音泉※）
- 荒川FM（2010年、音泉※）
- ラジオどっとあい 小見川千明の内緒のお茶会（2010年、BBQR※・超!A&G+※）
- ソウルイーターラジオ 死武専ガンガン放送部（2010年 - 2011年、ガンガンONLINE※）
- Say You Love!（2011年、見参楽※）
- 小見川千明＆小松未可子 フタリゴト（2011年、あっ!とおどろく放送局※）
- あっ!とサンデーLIVE（小見川千明&小松未可子 生放送でフタリゴト!2011 夏）（2011年、あっ!とおどろく放送局※）
- ぼんぼりラジオ 花いろ放送局（2011年、HiBiKi Radio Station※・音泉※）※週代わりパーソナリティ
- トワノクオン〜ファンタジアム・ガーデン放送局（2011年、超!A&G+※）
- 小見川千明のゆるっとふわっと（2012年 - 2013年、ラジオ大阪）
- あにみー（2013年 - 2015年、USTREAM※）
- 小見川千明のゆるっとふわっと（2013年 - 2014年、ニコニコ動画※、ニコニコ生放送※[156]）
- 猫ブース鬼パーセント芋!!（2015年 - 2016年、ニコニコ生放送※）
- レンカとヒバリとリッカのフェンリル広報部（2015年 - 2016年、音泉※）[157]
- もたせろ!!ワンクール（2016年 - 2017年、ニコニコ生放送※）
- 全力 GAME バラエティーゆるり 1000％（2017年 - 2018年、YouTube Live※、FRESH!※、Periscope※[158]）
- 小見川千明とBANBANBAN山本の輪廻を木っ端微塵!（2018年、音泉※、YouTube※[159]）
- ちおちゃんの通学路 中の下を行くラジオ（2018年、音泉※）[160]
- 明神わいふぁい!ラジオ（2018年、超!A&G+※） - 11月度マンスリー局員

### DJCD
- DJCD「荒川FM」※Blu-ray&DVD全巻購入特典
- ラジオCD「GOD EATER」レンカとヒバリとリッカのフェンリル広報部Vol.1
- ソウルイーターWebラジオ「SOULEATER RADIO 死武専共鳴放送局」第1巻・第2巻
- 花咲くいろはラジオCD ぼんぼりラジオ 花いろ放送局 Vol.1 - 3
- ひだまりらじお×☆☆☆特別編〜いぇすっ!あすひとつ!〜 / 〜いぇすっ!あすふたつ!〜 / 〜いぇすっ!あすみっつ!〜

### CM
- 月刊少年ガンガン（2008年、マカ＝アルバーンのコスプレ、ナレーション）
- 龍角散 のどすっきりシリーズ（2010年、地下アイドル役）

### ナレーション
- テレビCM 月刊Newtype（2008年）
- ナイツのHIT商品会議室（千葉テレビ、2018年 - ）
- キンタローのニッポンお宝フライングゲット!（千葉テレビ、2018年 - ）
- はなわ&ホリ&美咲のお宝鑑定団が行く！ 〜なるほど・ザ・チバテレ秋の祭典〜（千葉テレビ、2018年）
- アイドランク（2018年、PVナレーション、赤羽サキ[161]）
- トレナビ応援団C-Styleが行く！（千葉テレビ、2018年）
- LINEノベルオリジナルアニメーションPV ラノベ編（2019年、エリー[162]）

### イベント
- 東京国際アニメフェア2008（東京ビッグサイト、2008年3月29日・3月30日）
- ソウルイーターDVD第1巻発売記念イベント 死武専トダシティー分校（戸田市文化会館、2008年10月12日）
- 小見川千明サイン＆握手会（ジーストア大阪店・ジーストア名古屋店、2009年1月18日）
- STARCHILD FESTIVALU 2009 Spring（NHKホール、2009年4月12日）
- 夏のあらし!Webラジオ箱舟休憩室 出張版 in コミケ（東京国際展示場、2009年8月16日）
- 大倉山住民表示完了記念イベント 特別ゲスト（大倉山商店街、2009年11月7日）
- ガールズトークライブ 早野薫のShining SKYscraper Vol.2（東京オペラシティ、2009年12月12日）
- ひだまりスケッチ×☆☆☆イベント 超☆ひだまつり -2〜4時間テレビ-（パシフィコ横浜国立大ホール、2010年2月20日）
- TBSアニメフェスタ2010（文京シビックホール、2010年8月7日・8月8日）
- ひだま〜ぶるないと×☆☆☆（東京キネマ倶楽部、2010年8月11日）
- 小田原映画祭（小田原コロナワールド、2010年10月3日）
- 「それ町」トークイベント『それでもロフトは廻っている』（新宿ロフトプラスワン、2010年10月8日・2011年1月14日）
- 荒川アンダー ザ ブリッジBlu-ray&DVD発売記念イベント（2010年11月14日）
- 花咲くいろは製作発表会（金沢21世紀美術館、2010年12月5日）
- プレシャスメモリーズフェスタ2010 WINTER（2010年12月19日）
- はりけ〜んず前田単独LIVE『登風SP〜登の妹がこんなに可愛いわけがない〜』（ルミネtheよしもと、2010年12月25日）
- 小見川千明オフィシャルグッズお渡し会（東京ビッグサイト・コミックマーケット文化放送ブース、2010年12月31日）
- 文化放送ゴールデンウィークイベント（文化放送アンテナショップ「ちかQ」、2011年5月4日）
- 『トワノクオン』Blu-ray&DVD発売記念イベント（東京・恵比寿ガーデンホール、2011年10月1日）
- 花いろイベント IN ぼんぼり祭り（2011年10月9日）
- 『ラジオどっとあい・歴代フレッシュパーソナリティ大集合！』（富士急ハイランド・ホールシアター、2011年11月12日）
- 小見川千明のゆるっとふわっと朗読会（クレオ大阪西、2012年11月18日）

### コンサート
- J・A・シーザーコンサート『山に上りて告げよ』（2012年5月3日）
- J・A・シーザー監修：小見川千明×竹林加寿子コンサート（2012年9月21日）

### テレビドラマ
- 土曜ワイド劇場『西村京太郎サスペンス・鉄道捜査官10』（2009年、江崎みどり）
- 妖ばなし第36話「封」（TOKYO MX、2018年、妻）

### 映画
- ムーの男 小林でび作品集 ファンタスティック編（時期不明、飼育係）
- ヒーローショー（2010年、恵子）
- ショートムービー アニマル・キングダム（2010年、主演）
- TOKYOドラゴン飯店（2020年、ナナ[163]）

### 舞台
- ヘンゼルとグレーテル森の案内人役
- 闇夜の天使たち〜ゴーストパラダイス
- オズの魔法使いと夢の国（1997年）キキ役
- 二十四の瞳（2000年）琴絵七歳役
- ノエルの大冒険（2001年）虹の精役
- マリア先生と子供達の音楽物語（2001年）ベッキー役
- ダルニー・ラプソディー（2002年）スバル役
- 森は生きている（2003年）ウサギ役
- KIDD 2004（2004年）
- 赤毛のアン（2004年）ダイアナ役
- アンのクリスマスコンサート（2004年）ダイアナ役
- めぐり姫萬国漫遊記（2004年）
- LOVE2008（2008年8月4日 - 5日、かめありリリオホール） ハーミア役
- 奴婢訓（2012年2月12日 - 19日、シアタートラム）
- 舞台コードギアス 反逆のルルーシュ/騒乱 前夜祭（イヴ）（2012年4月7日 - 16日、かつしかシンフォニーヒルズ モーツァルトホール）ニーナ・アインシュタイン役
- 時空警察ヴェッカーχ 彷徨のエトランゼ（2012年6月20日 - 24日、品川・六行会ホール） 時空刑事プレア/犬飼スバル役
- 伊藤大助の近代文学朗読会 第1章 小見川千明（2012年6月27日、吉祥寺キチム）
- 怪人フー・マンチュー（2012年7月26日 - 29日、座・高円寺1）花鳥役
- TheNightofChristouse〜クリスマウスの夜2012〜 （2012年12月12日 - 16日、新宿シアターモリエール）一之瀬美都役
- 戦国降臨ガールズ （2013年7月3日 - 7日、品川・六行会ホール）真田幸村役
- ASU （2013年8月8日、南大塚ホール）ナギーニ役
- さよなら東京、さあ座って帰ろうか。(2013年9月4日 - 8日、シアター風姿花伝) 主演・佐伯ワダチ役
- 天才劇団バカバッカvol.13 POLYMPIC TOKYO!（2014年4月9日 - 4月13日、吉祥寺シアター）逸美々役
- Copyright.（2014年5月28日 - 6月1日、シアターKASSAI）ジャッジメント役
- どんぐりと山猫（2014年8月10日、横浜ラポール）
- アリスインプロジェクト「イマジカル・マテリアル」（2017年3月15日 - 20日、新宿村LIVE）清沢ミツエ役[164]）
- カプセル兵団超外伝吉久直志プロデュース公演 スーパーアクティブ朗読劇#2『北欧神話の世界〜アスガルドの神々〜』（2017年6月13日 - 18日、八幡山ワーサルシアター）妃神・フリッグ役 ほか
- カプセル兵団超外伝吉久直志プロデュース《アクティブイマジネーション朗読劇#4&5》『インドの神の物語〜ヴェーダ聖典、ブラーフマナの神々〜』【声優編】（2018年6月5日・9日・10日、八幡山ワーサルシアター）[165]
- 劇団GAIA_crew第14回本公演「LIVE THIS LIFE」（2018年10月11日 - 14日、池袋シアターグリーン BOX in BOX Theatre）マユ役
- カプセル兵団オンライン公演『カプセル兵団の古事記2〜大国主命、天孫降臨、ホオリとホデリの話〜』（2020年6月21日、Zoom、YouTube live[166]）
- ミュージカル 「モンブラン〜黄昏のROUTE69〜」（2020年12月1日 - 6日、中目黒キンケロ・シアター）アユミ役[167]
- 舞台『Feathers〜short stories〜』（2022年9月17日 - 25日、シアターKASSAI） 常盤陸役[168]
- ゼロヨンヨンの終電車 2023（2023年1月25日 - 29日、シアターKASSAI） 諏訪蟹子役[169]
- 配信朗読劇 時空警察ヴァージナルON-Line＜外伝＞〜クロミネンス・クロニクル〜（2023年5月28日）アイン役[170][171]
- プライマリーエチュード（2023年11月1日 - 5日、CBGKシブゲキ‼） セリーヌ・ラヴィーン役[172]
- 第二回中村福助・児太郎の会『三本の糸』（2024年3月27日 東京国際フォーラム ホールC）[173]
- 舞台『恋と呼ぶには気持ち悪い』（2024年4月26日 - 5月5日、ヒューリックホール東京 / 5月10日 - 12日、COOL JAPAN PARK OSAKA TTホール） - 松島有枝 役[174]

### その他コンテンツ
- にっぽんユメミ〜ル計画（時期不明、アプリ）
- 月刊少年ガンガン2008年10月号 ソウルイータープレミアムDVD（スクウェア・エニックス）
- アニメージュ2009年2月号 SOUL EATER Radio出張版CD（徳間書店）
- ヤングガンガン2009年7号 コスプレセレクション2009SPRING（スクウェア・エニックス）
- ヤングガンガン2009年11号 アイドルPremiumDVD（スクウェア・エニックス）
- Girls! vol.29 2009年10月売 付録DVD（双葉社）
- 日経エンタテインメント!2010年11月号（日経BP社）
- アニメージュ2011年1月号 インターネットラジオ「あにめじ湯」on ANIMAGE（徳間書店）
- ガンガンNET ソウルイーター スペシャルムービー
- のと鉄道 車内案内放送
- りぼん 2013年2月号（集英社）
  - あの声優さんに会いたいっ!! 出張版 スペシャルメッセージ
- Vtuber「鐘ヶ江季里」（2018年、モーションアクター）
- FUN'S PROJECT公式キャラクター「ファンズちゃん」（2018年[175]）
- 声優がラーメンを食べてみた。（2018年）[176]
- FUN'S PROJECT COLLEGE eラーニング声優講座（2019年[177]）
- swing,sing（2023年、白石凛[178]）
- リンカイ!（2024年、京王閣映美[179]）

## 音響演出
2022年
- 孫悟空伝-MONKEY KING- - 日本語吹き替えのディレクション
- 彗星のフロイライン - 音響補佐
- イーダと動物たちの魔法学園 - 日本語吹き替えのディレクション

2023年
- 古の王子と3つの花

2024年
- 名湯『異世界の湯』開拓記 〜アラフォー温泉マニアの転生先は、のんびり温泉天国でした〜 - 音楽演出

2025年
- かくして!マキナさん!! - 音楽監督

2026年
- ほっぺちゃん 〜サン王国と黒ほっぺ団の秘密〜  - 音響監督

## ディスコグラフィ

### 配信限定シングル
|     | 発売日        | タイトル     |
| --- | ------------- | ------------ |
| 1st | 2018年2月14日 | いつかの約束 |
| 2nd | 2024年3月11日 | 金魚繚乱     |

### キャラクターソング
| 発売日   | 商品名                                                                                                  | 歌 | 楽曲                                               | 備考                                                                                              |
| 2008年   | 2008年                                                                                                  | 2008年 | 2008年                                             | 2008年                                                                                            |
| -------- | --- | --- | -------------------------------------------------- | ------------------------------------------------------------------------------------------------- |
| 8月6日   | ソウルイーター キャラクターソング1 モーブ色のSympathy                                                   | マカ＝アルバーン（小見川千明）、ソウル＝イーター（内山昂輝）                                                       | 「モーブ色のSympathy」                             | テレビアニメ『ソウルイーター』関連曲                                                              |
| 2009年   | | |                                                    |                                                                                                   |
| 7月28日  | 夏のあらし！キャラクターソングアルバム 歌声喫茶方舟                                                     | 上賀茂潤（小見川千明）                                                                                             | 「恋のダイヤル6700」 「氷の世界」                  | テレビアニメ『夏のあらし！』関連曲                                                                |
| 8月26日  | 夏のあらし！ DVD 第3巻初回限定版特典CD                                                                  | 上賀茂潤（小見川千明）                                                                                             | 「勝手にしやがれ」                                 | テレビアニメ『夏のあらし！』関連曲                                                                |
| 12月23日 | 夏のあらし！春夏冬中 キャラクターソングアルバム 歌声喫茶方舟〜アキナイチュウ〜                          | 上賀茂潤（小見川千明）                                                                                             | 「ギザギザハートの子守唄」                         | テレビアニメ『夏のあらし！ 〜春夏冬中〜』関連曲                                                   |
| 2010年   | | |                                                    |                                                                                                   |
| 3月10日  | 夏のあらし！ 〜春夏冬中〜DVD 第3巻特装版 復刻!! キャラクターソング収録CD                                | 八坂一（三瓶由布子）、上賀茂潤（小見川千明）                                                                       | 「情熱の嵐」                                       | テレビアニメ『夏のあらし！ 〜春夏冬中〜』関連曲                                                   |
| 4月21日  | ひだまりスケッチ×☆☆☆DVD 第2巻完全生産限定版特典 キャラクターCD vol.2 なずな                             | なずな（小見川千明）                                                                                               | 「white days」                                     | テレビアニメ『ひだまりスケッチ×☆☆☆』関連曲                                                        |
| 11月24日 | メイズ参上！                                                                                            | メイズ | 「メイズ参上！」                                   | テレビアニメ『それでも町は廻っている』エンディングテーマ                                          |
| 11月24日 | メイズ参上！                                                                                            | メイズ | 「そうは云っても世界は終わらない」                 | テレビアニメ『それでも町は廻っている』挿入歌                                                      |
| 2011年   | | |                                                    |                                                                                                   |
| 8月24日  | 桜風に約束を -旅立ちの歌-                                                                               | ネギ・スプリングフィールド&麻帆良学園中等部3-A                                                                     | 「桜風に約束を -旅立ちの歌-」                      | 劇場アニメ『劇場版 魔法先生ネギま！ ANIME FINAL』主題歌                                           |
| 9月7日   | 花咲くいろは キャラクターソング ナミダで咲く花                                                          | 鶴来民子（小見川千明）                                                                                             | 「ナミダで咲く花」 「ハッチ」                      | テレビアニメ『花咲くいろは』関連曲                                                                |
| 2012年   | | |                                                    |                                                                                                   |
| 10月24日 | おーぷん☆きゃんばす                                                                                     | ゆの（阿澄佳奈）、宮子（水橋かおり）、ヒロ（後藤邑子）、沙英（新谷良子）、乃莉（原田ひとみ）、なずな（小見川千明） | 「おーぷん☆きゃんばす」                            | テレビアニメ『ひだまりスケッチ×ハニカム』『ひだまりスケッチ 沙英・ヒロ 卒業編』オープニングテーマ |
| 2013年   | | |                                                    |                                                                                                   |
| 2月27日  | ひだまりスケッチ×ハニカムBlu-ray&DVD 第3巻完全生産限定版特典 キャラクターデュエットCD vol.3 乃梨&なずな | 乃梨（原田ひとみ）、なずな（小見川千明）                                                                           | 「カムカムキャロット☆」                            | テレビアニメ『ひだまりスケッチ×ハニカム』関連曲                                                   |
| 5月22日  | ひだまりスケッチ×ハニカムBlu-ray&DVD 第6巻完全生産限定版特典 ハニカムキャラクターCD                     | ゆの（阿澄佳奈）、宮子（水橋かおり）、乃莉（原田ひとみ）、なずな（小見川千明）                                     | 「フラワーリーフ 〜みんなでひとつ〜」              | テレビアニメ『ひだまりスケッチ×ハニカム』関連曲                                                   |
| 9月18日  | 超速変形ジャイロゼッター オリジナル・サウンドトラック                                                   | あいる（小松未可子）、せな（小見川千明）、りんね（井口裕香）                                                       | 「Love Drive!!」                                   | ゲーム『超速変形ジャイロゼッター アルバロスの翼』劇中歌                                           |
| 11月27日 | ひだまループ×エブリデイ♪                                                                                | 乃梨（原田ひとみ）、なずな（小見川千明）                                                                           | 「カムカムキャロット☆」                            | テレビアニメ『ひだまりスケッチ×ハニカム』関連曲                                                   |
| 11月27日 | ひだまループ×エブリデイ♪                                                                                | ゆの（阿澄佳奈）、宮子（水橋かおり）、ヒロ（後藤邑子）、沙英（新谷良子）、乃莉（原田ひとみ）、なずな（小見川千明） | 「フラワーリーフ 〜みんなでひとつ〜」              | テレビアニメ『ひだまりスケッチ×ハニカム』関連曲                                                   |
| 2015年   | | |                                                    |                                                                                                   |
| 4月1日   | 聖剣使いの禁呪詠唱 救世主達の旋律3                                                                      | アンジェラ・ジョンソン（小見川千明）                                                                               | 「EMERALD」                                        | テレビアニメ『聖剣使いの禁呪詠唱』関連曲                                                          |
| 12月29日 | CR熱響！乙女フェスティバル ファン大感謝祭LIVE サントラCD                                                | Noisy Girl Monster                                                                                                 | 「陽炎Liar」 「全力Dreamer」 「Shout at the soul」 | パチンコ『CR熱響！乙女フェスティバル ファン大感謝祭LIVE』関連曲                                   |
| 2016年   | | |                                                    |                                                                                                   |
| 5月25    | TVアニメ「ハルチカ〜ハルタとチカは青春する〜」キャラクターソングミニアルバム〜ガールズ〜                | 朝比奈香恵（小見川千明）、朝比奈紗恵（宮島えみ）                                                                   | 「オレンジ」                                       | テレビアニメ『ハルチカ〜ハルタとチカは青春する〜』関連曲                                          |
| 6月8日   | TVアニメ「ラクエンロジック」キャラソンアルバム「SONGS & MELODY」                                        | クロエ・マクスウェル（徳井青空）、ヴァルキリー（小見川千明）                                                       | 「SWORD FOR DEFEND!」                              | テレビアニメ『ラクエンロジック』関連曲                                                            |
| 2018年   | | |                                                    |                                                                                                   |
| 7月25日  | Danger in my 通学路                                                                                     | 三谷裳ちお（大空直美）、野々村真奈菜（小見川千明）、細川雪（本渡楓）                                               | 「Danger in my 通学路」                            | テレビアニメ『ちおちゃんの通学路』オープニングテーマ                                              |
| 7月25日  | ナナイロード                                                                                            | 三谷裳ちお（大空直美）、野々村真奈菜（小見川千明）                                                                 | 「ナナイロード」                                   | テレビアニメ『ちおちゃんの通学路』エンディングテーマ                                              |
| 7月25日  | あの娘にドロップキック 〜邪教徒の祈りdeathの〜                                                          | 邪神★ガールズ | 「あの娘にドロップキック」                         | テレビアニメ『邪神ちゃんドロップキック』オープニングテーマ                                        |
| 7月25日  | あの娘にドロップキック 〜邪教徒の祈りdeathの〜                                                          | ミノス（小見川千明）                                                                                               | 「Dreamin' flight」                                | テレビアニメ『邪神ちゃんドロップキック』関連曲                                                    |
| 2019年   | | |                                                    |                                                                                                   |
| 4月17日  | 百華繚乱                                                                                                | 笹貫（小見川千明)、大般若長光（渡辺優里奈）、長篠一文字（東内マリ子） feat.八宵（白石晴香）                        | 「巫剣えれじぃ」                                   | ゲーム『天華百剣 -斬-』関連曲                                                                     |
| 2023年   | | |                                                    |                                                                                                   |
| 12月16日 | TOP LINE                                                                                                | 佐久菖(秋場悠里)、佐久乃花(天谷優美)、白石凛(小見川千明)                                                           | 「TOP LINE」                                       | 『swing,sing』関連曲                                                                              |
| 12月30日 | SolistE                                                                                                 | 佐久菖(秋場悠里)、佐久乃花(天谷優美)、白石凛(小見川千明)                                                           | 「Solist」                                         | 『swing,sing』関連曲                                                                              |
| 2024年   | | |                                                    |                                                                                                   |
| 1月20日  | 嘘と愛                                                                                                  | 白石凛(小見川千明)                                                                                                 | 「嘘と愛」                                         | 『swing,sing』関連曲                                                                              |
| 2月10日  | 月影 | 白石凛(小見川千明)                                                                                                 | 「月影」                                           | 『swing,sing』関連曲                                                                              |

### その他参加楽曲
| 発売日         | 商品名                                | 歌                                    | 楽曲                                                 | 備考                                           |
| -------------- | ------------------------------------- | ------------------------------------- | ---------------------------------------------------- | ---------------------------------------------- |
| 2012年11月28日 | EUREKA SEVEN AO ORIGINAL SOUNDTRACK 2 | 小見川千明                            | 「Mirror Mirror」                                    | テレビアニメ『エウレカセブンAO』イメージソング |
| 2017年10月9日  | 夢見るグラビティ                      | Atelier LadyBird featuring 小見川千明 | 「夢見るグラビティ」 「放課後オレンジ」 「LOOP-DAY」 |                                                |

## 書籍
- 写真集 晴レの日に。（2018年）

### シリーズ一覧
1. ↑  第1期（2009年）、第2期『〜春夏冬中〜』（2009年）
2. ↑  第1期（2010年）、第2期『荒川アンダー ザ ブリッジ×ブリッジ』（2010年）
3. ↑  第1期（2010年）、第2期『生徒会役員共*』（2014年）
4. ↑  第3期『×☆☆☆』（2010年）、第4期『×ハニカム』（2012年）
5. ↑  第3期『×☆☆☆』特別編（2010年）、SP『×SP』（2011年）
6. ↑  1st SEASON（2016年）、2nd SEASON（2016年）、3rd SEASON（2019年）
7. ↑  第1期（2016年）、第2期『II』（2019年）
8. ↑  第1期（2018年）、第2期『'』（2020年）、短編『まめアニメ（北海道編）』（2022年）、第3期『X』（2022年）、特別編『【世紀末編】』（2023年12月27日）
9. ↑  第1期（2019年）、第2期『弐ノ章』（2020年）、第3期『参ノ章』第1クール（2025年）
10. ↑  第1期（2020年）、第2期『r=1-sinθ』（2022年）
11. ↑  Season1（2022年）、Season2（2025年）
12. ↑  第1作（2017年7月21日）、第2作『2』（2021年1月1日）
13. ↑  『モノトーン プリンセス』（2008年）、『メデューサの陰謀』（2008年）、『バトルレゾナンス』（2009年）
14. ↑  『Grand Order』（2017年 - 2023年）、『Arcade』（2021年）

### 初出話一覧
1. ↑  第3期 第4話初出
2. ↑  第1期 第2話初出
3. ↑  Season2 第1話初出
4. ↑  Season1 第13話初出
5. ↑  第5話初出
6. ↑  第8話初出
7. ↑  第12話初出
8. ↑  第1話初出
9. ↑  第11話初出
10. ↑  第2話初出
11. ↑  第10話初出

### ユニットメンバー
1. ↑  紺双葉（矢澤りえか）、嵐山歩鳥（小見川千明）、辰野俊子（悠木碧）、針原春江（白石涼子）
2. ↑  ネギ・スプリングフィールド（佐藤利奈）、相坂さよ（白鳥由里）、明石裕奈（木村まどか）、朝倉和美（笹川亜矢奈）、綾瀬夕映（桑谷夏子）、和泉亜子（山川琴美）、大河内アキラ（浅倉杏美）、柿崎美砂（伊藤静）、神楽坂明日菜（神田朱未）、春日美空（板東愛）、絡繰茶々丸（渡辺明乃）、釘宮円（出口茉美）、古菲（阿澄佳奈）、近衛木乃香（野中藍）、早乙女ハルナ（石毛佐和）、桜咲刹那（小林ゆう）、佐々木まき絵（堀江由衣）、椎名桜子（小見川千明）、龍宮真名（佐久間未帆）、超鈴音（高本めぐみ）、長瀬楓（白石涼子）、那波千鶴（小林美佐）、鳴滝風香（こやまきみこ）、鳴滝史伽（狩野茉莉）、葉加瀬聡美（門脇舞以）、長谷川千雨（志村由美）、エヴァンジェリン・A・K・マクダウェル（松岡由貴）、宮崎のどか（能登麻美子）、村上夏美（相沢舞）、雪広あやか（皆川純子）、四葉五月（井上直美）、ザジ・レイニーデイ（いのくちゆか）
3. ↑  弥生音々（渕上舞）、如月雪音（たかはし智秋）、葉月天音（小松未可子）、神無月綾音（早見沙織）、睦月鈴音（小見川千明）
4. ↑  邪神ちゃん（鈴木愛奈）、花園ゆりね（大森日雅）、メデューサ（久保田未夢）、ぺこら（小坂井祐莉絵）、ミノス（小見川千明）、ぽぽろん（佐々木李子）、ペルセポネ2世（飯田里穂）